# NGC 5448
NGC 5448 (другие обозначения — UGC 8969, MCG 8-26-3, ZWG 247.4, IRAS14009+4924, PGC 50031) — спиральная галактика с перемычкой (SBa) в созвездии Большая Медведица.
Этот объект входит в число перечисленных в оригинальной редакции «Нового общего каталога».